# Du Cange
Charles du Fresne, sieur du Cange ou Du Cange (Amiens, 18 de dezembro de 1610 – Paris, 23 de outubro de 1688), foi um filólogo e historiador francês.

## Biografia
Du Cange foi educado por jesuítas, estudou Direito antes de assumir a função de Tesoureiro de França. De personalidade enérgica e activa, paralelamente ao seu trabalho como tesoureiro, Du Cange também estudou história, ao mesmo tempo que desempenhava o papel de chefe de uma família numerosa.
Du Cange distinguiu-se como filólogo, e historiador da Idade Média e do período bizantino. A obra que mais se destaca do seu trabalho é o Glossarium mediae et infimae Latinitatis (Glossário de Latim da Idade Média e Moderna), publicada em Paris, no ano de 1678. Esta obra, juntamente com um glossário de grego da Idade Média e Moderna, publicada dez anos mais tarde, já teve várias edições e revisões, sendo, aínda hoje, consultada por estudiosos. O trabalho pioneiro de Du Cange, fez a separação do latim, e grego, clássico, iniciando o estudo do desnvolvimento histórico das línguas. 
Du Cange aprendeu diversas línguas, com o objectivo de estudar a história bizantina e medieval. O seu grande conhecimento de línguas, e história, foi acompanhado do seu interesse por arqueologia, geografia e leis. Para além do seu glossário, elaborou novas versões de historiadores bizantinos, e um largo número de outros trabalhos.
Du Cange é um dos historiadores mais citado na obra A história do declínio e queda do império romano (Decline and Fall of the Roman Empire), de Edward Gibbon. 
Charles du Fresne, sieur du Cange morreu em Paris, em 23 de outubro de 1688.